# Francesco Buonamici
Francesco Buonamici (Florença, 1533 – Orticaia, Dicomano, 29 de setembro de 1603) foi um filósofo e médico italiano, que foi em Pisa professor de Galileo Galilei.
Buonamici nasceu muito provavelmente em Florença, onde seu pai era notário. Estudou filosofia e medicina na Universidade de Pisa, onde estudou em especial textos gregos (como aluno de Piero Vettori e Ciriaco Strozzi). Em 1565 foi professor extraordinário de filosofia em Pisa e em 1571 professor de filosofia natural, lecionando principalmente filosofia natural de Aristoteles. Foi professor em Pisa até sua morte. Morreu em sua casa de campo em Orticaia, cerca de 40 km de Florença.
É conhecido principalmente por seu livro De Motu, no qual 10 livros em mais de 1 000 páginas analisam a Mecânica Aristotélica. Foi completado em 1587, mas publicado apenas em 1591. O livro teve influência sobre o pensamento inicial de Galileo Galileis sobre mecânica em seu De Motu Antiquiora.
O livro surgiu provavelmente de controvérsias com seu colega Girolamo Borro (que seguia o comentador aristotélico Averroes, Buonamici seguia por outro lado os comentadores gregos) especialmente no caso de corpos leves e pesados. Borro, Buonamici e também Jacopo Mazzoni em Pisa priorizavam como Galilei testes experimentais (semelhante à queda da Torre de Pisa, que Galileo realizou). Galileu foi professor em Pisa de 1589 a 1592, mas seu emprego não foi prolongado devido à sua posição anti-aristotélica.
Em 1603 publicou um livro sobre alimentação e o desenvolvimento do feto (De alimento, Florença). 

## Publicações
- De Motu libri X, quibus generalia naturalis philosophiae principia summo studio collecta continentur, necnon universae quaestiones ad libros de physico auditu, de caelo, de ortu et interitu pertinentes explicantur, multa item Aristotelis loca explanantur et Graecorum, Averrois, aliorumque doctorum sententiae ad theses peripateticas diriguntur… (XIV kal. decemb. 1587.), apud Sermartellium, Florença, 1591, in-fol. XX-1011 p. e indice;
- Discorsi poetici nella accademia fiorentina in difesa d'Aristotile. Appresso Giorgio Marescotti, Florença, 1597, in-4, VII-156 p.;
- De Alimento libri V, B. Sermartellium juniorem, Florença, 1603, in-4 ̊, XXII-759 p. e indice, fig.